# Margareta Brattström
Carin Margareta Carlsdotter Brattström, född Wallgren 26 april 1966 i Arvika östra församling, är en svensk jurist, sedan 2023 justitieråd i Högsta domstolen.
Margareta Brattström studerade juridik vid Uppsala universitet, avlade juris kandidat examen 1990 och fullgjorde tingstjänstgöring i Hedemora tingsrätt 1990–1992. Hon blev juris doktor 2004 då hon disputerade på avhandlingen Makars pensionsrättigheter, docent i civilrätt 2006 och professor i samma ämne 2011, allt vid Uppsala universitet. Hon var prodekan för juridiska fakulteten 2011–2013 och prefekt för juridiska institutionen 2013–2019. Hon var proinspektor för Värmlands nation 2012–2023.
Brattström utnämndes i december 2022 till justitieråd i Högsta domstolen. Hon tillträdde den 17 april 2023.
Utöver doktorsavhandlingen har Brattström bland annat utgivit Rätt arv (5 uppl. 2020) tillsammans med Anna Singer samt Äktenskap & samboende (7 uppl. 2022) vilken i äldre upplagor författades av professor Anders Agell.